# Sindrom kompjuterskog vida
Sindrom kompjuterskog vida je privremeno stanje uzrokovano dugim neprekinutim periodima gledanja u zaslon računala. Neki simptomi sindroma računalnog vida su glavobolja zamagljen vid, bol u vratu, umor, zamor očiju, suhe i nadražene oči i problemi u ponovnom fokusiranju pogleda. Ti simptomi mogu biti pogoršani neprimjerenim osvjetljenjem (tj. vrlo svijetlim ili bliještećim rasvjetnim tijelima iznad glave) ili kretanjem zraka ispred očiju (npr. izravan dotok zraka iz zidnih otvora ili ventilatora). 

## Patofiziologija
Sindrom kompjuterskog vida je uzrokovan smanjenom učestalosti treptanja za vrijeme dugotrajnog rada na računalu. Normalna učestalost treptanja je 16 do 20 puta na minutu. Istraživanja su pokazala da se učestalost treptanja smanjuje na 6 do 8 treptaja po minuti za ljude koji rade za kompjuterom. To isušuje oči. Također, napor uložen u fokusiranje pogleda dugi niz sati, opterećuje cilijarne mišiće oka. To izaziva simptome astenopije i uzrokuje osjećaj umora u oku nakon dugog rada.  Neki pacijenti ne mogu fokusirati predmete koji su im blizu ni nakon kraćeg vremena. To se najčešće javlja kod ljudi između tridesete i četrdesete godine života, što vodi smanjenju sposobnosti očnih akomodativnih mehanizama fokusiranja. To mogu biti znaci rane presbijopije. 

## Terapija
Suhost očiju je simptom koji se najviše liječi u terapiji sindroma računalnog vida. Upotreba otopina umjetnih suza koje se prodaju bez recepta u ljekarnama može smanjiti suhoću očiju.   
Simptomi astenopije uvelike pridonose raširenosti sindroma računalnog vida. Odgovarajući odmor oka i njegovih mišića preporuča se za smanjenje naprezanja oka. Različite krilatice se upotrebljavaju da bi se širila svijest o potrebi za odmaranjem očiju za vrijeme rada na kompjuteru. Obično se preporuča svjesno treptati svako malo (što pomaže iznova navlažiti oko suzama) i pogledati kroz prozor u daljinu ili u nebo što odmara cilijarne mišiće. Jedna od krilatica, savjet oftalmologa, je pravilo „20-20-20“: svakih 20 minuta, fokusirati pogled koji je udaljen 20 stopa (oko 6 m) na 20 sekundi. Pacijentima se inače preporuča da zatvore oči na 20 sekundi, barem svakih pola sata, što ima sličan učinak.
Smanjena sposobnost fokusiranja se ublažava nošenjem malenih naočala plus dioptrije (+1,00 do +1,50) koje se mogu nabaviti u ljekarnama bez recepta. Nošenje takvih naočala pomaže pacijentima da vrate sposobnost fokusiranja na predmete koji su blizu. Kod ljudi koji se bave drugim zanimanjima – poput krojača koji se bave vezenjem – mogu se javiti slični simptomi i također im se može pomoći ovakvim naočalama.